# Phil Reilly
Phil Reilly (* 23. Mai 1968) ist ein australischer Poolbillardspieler.

## Karriere
Im Juli 2002 schied Phil Reilly zunächst in der Vorrunde der 9-Ball-Weltmeisterschaft aus, kam aber wenige Tage später bei den Holland Open der IBC Tour auf den 33. Platz.
2003 wurde Reilly wurde im Finale gegen Emile Reirra erstmals Australischer Meister im 9-Ball. In den beiden folgenden Jahren gelang es ihm, den Titel erfolgreich zu verteidigen.
Bei den 9-Ball-Weltmeisterschaften 2003, 2004 und 2005 schied er erneut in der Vorrunde aus.
Im Juli 2005 unterlag er bei den World Games im Achtelfinale dem Schweden Tom Storm nur knapp mit 9:10. 2010 gewann er durch einen 13:12-Sieg im Finale gegen Ben Nunan die Australische 9-Ball-Meisterschaft.
Im Februar 2013 wurde Reilly im Finale gegen Robby Foldvari zum fünften Mal Australischer Meister im 9-Ball. Ein Jahr später gelang es ihm, den Titel erfolgreich zu verteidigen.
Bei den China Open 2014 erreichte Reilly die Finalrunde, schied jedoch bereits im Sechzehntelfinale gegen Carlo Biado aus.
2014 bildete Reilly gemeinsam mit James Georgiadis das australische Team beim World Cup of Pool, das im Achtelfinale gegen Polen ausschied.